# Фахрудин Омерович
Фахрудин Омерович (босн. Fahrudin Omerović, тур. Fahrettin Ömerli; 26 серпня 1961, Добой, ФНРЮ) — югославський і боснійський футболіст, воротар, боснійський і турецький футбольний тренер.

## Клубна кар'єра
Фахрудин Омерович почав кар'єру у футбольному клубі «Слобода». Стабільні виступи в складі цієї команди призвели до того, що його помітили в белградському «Партизан». Там він відразу ж став основним воротарем, у складі клубу двічі вигравав і чемпіонат, і Кубок країни і отримав визнання як один з найсильніших голкіперів Югославії.
Після початку війни в Боснії Омерович поїхав в Туреччину, де з перемінним успіхом грав за «Коджаеліспор» і «Істанбулспор». У 1997 році отримав турецьке громадянство, а в 1998 році завершив кар'єру гравця.

## Кар'єра в збірній
Фахрудин Омерович дебютував в збірній Югославії 27 травня 1989 року в товариському матчі зі збірною Бельгії. Був присутній у заявці команди на чемпіонаті світу 1990 року, але тільки в якості наступника Томіслава Івковича і на поле так і не вийшов. Останній матч за збірну Югославії провів 25 березня 1992 року, проти Нідерландів. Розглядався як основний воротар команди перед чемпіонатом Європи 1992 року, але на цей турнір Югославія не була допущена в результаті санкцій ООН.
У 1996 році зіграв в трьох матчах збірної Боснії та Герцеговини, брав участь у відбірковому турнірі чемпіонату світу 1998 року.

## Тренерська кар'єра
З 2009 року працює помічником головного тренера турецького «Фенербахче».

## Досягнення
- Чемпіон Югославії (2): 1985/86, 1986/87
- Володар Кубка Югославії (2): 1988/89, 1991/92